# 1986年大西洋飓风季
1986年大西洋飓风季于1986年6月1日正式开始，同年11月30日结束。通常情况下每年大西洋盆地的绝大多数热带或亚热带气旋都是在这段时间形成。受厄尔尼诺现象影响，本季的活跃程度低于平均水平，是1983年后最不活跃的大西洋飓风季。全季都没有形成大型飓风，这在1972年后尚属首次。
全季第一个亚热带低气压在6月首周成型，最后一个热带气旋则在11月第三周结束时消散。飓风厄尔是本季强度最高的风暴，达到萨菲尔-辛普森飓风等级下的二级飓风标准。全年产生重大破坏的风暴很少，飓风邦尼从海边州立公园附近登陆，令德克萨斯州普降暴雨并引发洪灾。飓风查利在北卡罗莱纳州和马萨诸塞州引起的破坏程度有限，但在转变成温带气旋并穿越大西洋后又重创不列颠群岛。

## 季节预报和总结
1986年5月29日和7月28日，科罗拉多州立大学的威廉·M·格雷博士针对这年大西洋飓风季两度发布预测，两次均认为飓风季的活跃程度低于平均水平。5月底的预测认为全季会形成八场命名风暴，其中四场达到飓风强度，同时预计北大西洋本季共有15天有飓风活动，35天有热带风暴活动。7月底的预测进一步调低风暴数量，命名风暴降至七场，飓风仍是四场，共10天有飓风活动，25天有热带风暴活动，事实证明，后一份预测同实际情况基本相符。
这年飓风季的活跃程度也通过累积气旋能量指数的低迷反映出来，只有36，属“低于正常水平”范围。大致来说，气旋能量指数通过飓风强度和持续时间计算，强度越高、持续时间越长的风暴，其指数也相应越高。只有在热带系统风速达到或超过每小时63公里（34节）或热带风暴强度时才会计算该指数，并纳入全面的气象公告，并且亚热带气旋的指数不会计入累积数值。

## 风暴时间轴

### 6月
6月1日
- 协调世界时凌晨0点：1986年大西洋飓风季正式开始[6]。

6月5日
- 凌晨0点：第一号亚热带低气压在巴哈马附近形成[7]。

6月6日
- 凌晨0点：第一号亚热带低气压获得足够热带天气系统特征并增强成热带风暴安德鲁[7]。

6月7日
- 中午12点：热带风暴安德鲁达到最大持续风速每小时85公里，最低气压999毫巴（百帕，29.5英寸汞柱）的最高强度[7]。

6月9日
- 凌晨0点：热带风暴安德鲁被低气压系统吸收[7]。

6月23日
- 下午18点：第二号热带低气压在东墨西哥湾成型[8]。

6月24日
- 下午18点：第二号热带低气压升级成热带风暴并获名“邦尼”（Bonnie）[8]。

6月25日
- 下午18点：热带风暴邦尼强化成一级飓风[8]。

6月26日
- 上午9点：飓风邦尼达到风力时速140公里，最低气压990毫巴（百帕，29.23英寸汞柱）的最高强度[8]。
- 上午10点：飓风邦尼以风速每小时140公里强度登陆德克萨斯州加尔维斯顿县的高岛（High Island）[8]。
- 下午18点：飓风邦尼降级成热带风暴[8]。

6月27日
- 凌晨0点：热带风暴邦尼弱化成热带低气压[8]。

6月28日
- 中午12点：热带低气压邦尼在密苏里州上空消散[8]。

### 7月
7月23日
- 中午12点：第三号热带低气压在百慕大以北约290公里洋面发展形成[1]。

7月28日
- 中午12点：第三号热带低气压消散[1]。

### 8月
8月4日
- 早上6点：墨西哥湾西部发展出热带低气压[1]。

8月5日
- 中午12点至下午18点，墨西哥湾西部发展出的热带低气压登陆德克萨斯州北帕德瑞岛（North Padre Island）[1]。
- 下午18点：热带低气压在德克萨斯州南部上空消散[1]。

8月13日
- 中午12点：佛罗里达州西北狭长地带上空有亚热带低气压成型[9]。

8月15日
- 中午12点：佛罗里达州上空形成的亚热带低气压在南卡罗莱纳州查尔斯顿东南方向约110公里位置转变成热带低气压[9]。
- 中午12点：热带低气压增强成热带风暴并获名“查利”（Charley）[9]。

8月17日
- 中午12点：热带风暴查利升级成一级飓风[9]。
- 下午14点：飓风查利以持续风速每小时120公里强度从北卡罗莱纳州恐怖角（Cape Fear）附近登陆[9]。
- 晚上22点：飓风查利达到风力时速120公里，最低气压987毫巴（百帕，29.1英寸汞柱）的最高强度[9]。

8月18日
- 中午12点：飓风查利的强度回落到热带风暴标准[9]。

8月21日
- 凌晨0点：热带风暴查利转变成温带风暴[9]。

8月30日
- 中午12点：第五号热带低气压在中大西洋发展形成[1]。

### 9月
9月1日
- 中午12点：第六号热带低气压在墨西哥湾成型[1]。

9月4日
- 早上6点左右，第六号热带低气压从墨西哥塔毛利帕斯州阿尔塔米拉（Altamira）附近登陆[1]。
- 中午12点：第五号热带低气压在百慕大东南偏东方向水域消散[1]。
- 中午12点：第六号热带低气压在墨西哥上空消散[1]。

9月7日
- 早上6点：第七号热带低气压在向风群岛以东数百英里洋面形成[10]。
- 下午18点：第七号热带低气压升级成热带风暴达尼埃尔[10]。

9月8日
- 早上6点：热带风暴达尼埃尔达到风力时速95公里，最低气压1000毫巴（百帕，30英寸汞柱）的最高强度[10]。

9月9日
- 下午18点：热带风暴达尼埃尔弱化成热带低气压[10]。

9月10日
- 中午12点：热带低气压达尼埃尔在西加勒比海消散[10]。
- 下午18点：第八号热带低气压在波多黎各东北偏东方向约2000公里洋面成型[11]。

9月11日
- 凌晨0点：第八号热带低气压升级成热带风暴并获名“厄尔”（Earl）[11]。
- 下午18点：热带风暴厄尔增强成一级飓风[11]。

9月12日
- 中午12点：飓风厄尔达到二级飓风标准[11]。

9月14日
- 中午12点：飓风厄尔达到持续风速每小时165公里，最低气压979毫巴（百帕，28.9英寸汞柱）的最高强度[11]。

9月16日
- 凌晨0点：飓风厄尔的强度回落到一级飓风标准[11]。

9月19日
- 凌晨0点：飓风厄尔转变成温带气旋[11]。

### 10月
- 大西洋盆地在1986年10月没有热带气旋活动[1]。

### 11月
11月18日
- 下午18点：第九号热带低气压在背风群岛以北海域形成[12]

11月19日
- 早上6点：第九号热带低气压增强成热带风暴并获名“弗朗西斯”（Frances）[12]。

11月20日
- 早上6点：热带风暴弗朗西斯升级成一级飓风[12]。
- 中午12点：飓风弗朗西斯达到风力时速140公里，最低气压1000毫巴（百帕，30英寸汞柱）的最高强度[12]。

11月21日
- 中午12点：飓风弗朗西斯的强度回落到热带风暴标准[13]。

11月22日
- 凌晨0点：热带风暴弗朗西斯同温带风暴融合[13]。

11月30日
- 晚上23点59分：1986年大西洋飓风季正式结束[6]。

## 风暴

### 热带风暴安德鲁
6月上旬，大安的列斯群岛上空有大规模扰动天气区持续存在，在当地产生暴雨。系统向北移动，卫星图像显示系统在巴哈马上空发展出环流。受强烈的上层风影响，系统的组织结构类似亚热带气旋，气象机构因此于6月5日将其归类成亚热带低气压。气旋朝西北方向移动，于次日行进至南卡罗莱纳州查尔斯顿东南方向约415公里海域时转变成热带风暴并获名“安德鲁”（Andrew）。6月7日，风暴抵达距南卡罗莱纳州海岸不足185公里洋面，然后回转朝东北方向移动。转向期间，安德鲁从距哈特拉斯角（Cape Hatteras）不足110公里水域经过，并在这段时间达到持续风速每小时80公里的最高强度。气旋加速向东北进发，短暂进入加拿大环境部预警范围，是本季首场进入该机构警报范围的风暴，再于6月8日被加拿大上空的低气压系统吸收。
安德鲁一度对南、北卡罗莱纳州构成威胁。北卡罗莱纳州了望岬（Cape Lookout）向南直至弗吉尼亚州弗吉尼亚海滩于6月7日收到烈风警告。。南、北卡罗莱纳州海岸沿线出现3.7米的大浪，导致海德县的奥克拉科克岛（Ocracoke Island）有一人丧生。此人的三位同伴也被大浪卷走，所幸均成功回到岸上。新汉诺威县的赖茨维尔比奇（Wrightsville Beach）和卡罗莱纳海滩（Carolina Beach）至少有40人在游泳时遭遇离岸流，有四人需要住院治疗。安德鲁的前身还令牙买加普降暴雨，引发夺走近百条人命的重大洪灾。

### 飓风邦尼
6月下旬，墨西哥湾东北部有锋面槽飘移，到6月22日时已形成下层环流。系统向西北偏西移动，于6月23日在佛罗里达州彭萨科拉以南约535公里海域发展成第二号热带低气压。次日，气旋达到热带风暴强度并获名“邦尼”（Bonnie），并因外界环境有利而继续强化，于6月25日在路易斯安那州以南升级成飓风。风暴转向西北，从德克萨斯州的海边州立公园附近登陆。气旋在陆地上空转向北上，之后又转朝东北方向移动，在此期间迅速减弱，于6月28日在密苏里州被逐渐逼近的锋区吸收。
美国墨西哥湾沿岸地区有2万2000人赶在风暴登岸前疏散。邦尼登陆期间产生强烈风暴潮，并以萨宾帕斯（Sabine Pass）最高，达1.5米。波尔克县的艾斯（Ace）降雨量高达330毫米，是气旋产生降水最多的所在，导致部分街道被淹，还摧毁利柏提县境内一座小型水坝。飓风催生出11场龙卷风，同风暴本身产生的中等强度风力共同影响，在路易斯安那州西南部摧毁约25户民居。气旋在阿瑟港区域夺走三条人命，其中两人是因交通意外丧生，另有一名部分瘫痪的女性死于住房火灾。总体而言，飓风邦尼造成的破坏程度较轻，损失总额约为4200万美元。

### 第三号热带低气压
7月27日，气象部门在百慕大以北约290公里的大西洋开放水域侦测到本季第三号热带低气压。风暴以每小时24公里的速度北上，最大持续风速约为每小时48公里。当天下午，侦察机已无法在气旋内找到层次分明的环流，风暴因此退化成低气压。气旋自始至终没有对陆地构成威胁。

### 无编号热带低气压
8月4日，墨西哥湾西北部的德克萨斯州沿岸出现热带扰动。系统缓慢逼近陆地，因此无法得到显著发展。8月5日，系统已经充分组织成为热带低气压。气旋于深夜登陆，在德克萨斯州南部产生数英寸降水，布斯斯维尔及附近的南帕诸岛（South Padre Island）部分街道被淹。部分地区的降雨量达到113毫米，但没有造成重大影响。美国国家飓风中心在当时的实际操作中没有将本气旋归类，所以也就没有为其分配编号。

### 飓风查利
飓风查利是本季造成损失最大的热带气旋，也是上一年的飓风格洛丽亚过后首场对美国中东部构成威胁的飓风。系统源自8月13日佛罗里达州西北狭长地带沿线的一片亚热带低气压区，是本季第三场热带风暴和第二场飓风。系统在南卡罗莱纳州近海增强成热带风暴并获名“查利”（Charley），然后达到飓风强度并穿越北卡罗莱纳州东部。气旋在北大西洋上空逐渐减弱，于8月20日转变成温带气旋。风暴残留之后又持续了一个多星期，最终在经过不列颠群岛后于8月30日逐渐消散。
经过美国东南部期间，风暴沿途普降小到中雨，乔治亚州和南卡罗莱纳州的旱情得以缓解。飓风登陆的北卡罗莱纳州发生潮汐洪灾，还有许多树木倒塌。气旋在弗吉尼亚州东南部产生狂风，导致11万人失去供电。向北直至马萨诸塞州的美国大西洋沿岸地区都受到轻度破坏。北卡罗莱纳州和弗吉尼亚州各有一人因交通意外丧生，马里兰州还有一架飞机坠毁，导致三人遇难。整个美国因这场飓风遭受的损失总额估计为1500万美元。
成为温带气旋后，查利在英国和爱尔兰产生狂风暴雨，造成至少11人死亡。爱尔兰多地的24小时降雨量创下新纪录，该国的单日降雨量纪录也刷新到超过200毫米。降水引发大面积洪灾，致使两条河流泛滥成灾，都柏林地区有451幢建筑被淹，部分水深达2.4米。英国也有多条河流泛滥，部分输电线缆受损，树木倒塌。

### 第五号热带低气压
8月31日，东大西洋有热带低气压成型。气旋朝西北偏西方向移动，再又转向西北远离加勒比海，最终未经进一步发展就于9月4日在百慕大东南偏东方向水域逐渐消散。

### 第六号热带低气压
8月31日，一股东风波到达上层大气环境有利于热带天气系统发展的西加勒比海。系统组织成弱热带低气压，然后穿越尤卡坦半岛。9月1至3日，气旋先后进入墨西哥湾中南部和西部，组织结构在此期间逐渐改善。9月4日，系统从墨西哥中东部登陆后迅速消散。卫星图像显示气旋残留云系在墨西哥上空继续持续两天后逐渐瓦解。气旋产生的暴雨主要集中在移动路线北侧，墨西哥测得的最高降雨量达到237毫米。

### 热带风暴达尼埃尔
9月1日，一股东风波离开非洲西岸向西前进。9月7日，系统在北纬不足10度的大西洋热带海域组织成热带低气压，再于当天强化成热带风暴并获名“达尼埃尔”（Danielle）。9月8日，气旋达到持续风速每小时97公里的最高强度，侦察机还测得达到飓风标准的强烈阵风。经过小安的列斯群岛后，风暴因遭遇垂直风切变而减弱，最终于9月10日在加勒比海中部消散。风暴残留继续西进，之后在东太平洋再生成热带风暴莱斯特。
圣文森特和格林纳丁斯的阵风时速达到飓风标准，造成大面积停电，另有许多房屋的屋顶受损。格林纳丁斯海岸警卫队的一艘船只因风暴搁浅，该国共有五人受伤，数百幢民房毁于一旦。瓢泼大雨引发多场泥石流，又对许多道路、桥梁，以及供电和供水设施构成破坏。达尼埃尔还在巴巴多斯摧毁12套民宅。千里达及托巴哥发生严重洪灾，1.2米深的洪水还引发27起山体滑坡，摧毁四座桥梁，多巴哥的损失总额约为800万特立尼达和多巴哥元（相当于同年的120万美元）。整场风暴一共造成价值约920万美元的损失，其中大部分属农作物受损，幸而没有引起人员丧生。

### 飓风厄尔
9月4日，一股东风波离开非洲西岸，在大西洋热带海域向西移动。9月10日，系统在波多黎各以东约2000公里洋面增强成第五号热带低气压，然后快速强化，于9月11日达到飓风标准，再于次日达到风力时速170公里、最低中心气压979毫巴（百帕）的最高强度，成为二级飓风。风暴移动路线此行形成顺时针半圆，再在强度回落至一级飓风标准后回转，然后又转向北上。9月19日，厄尔在纽芬兰岛东南海域转变成温带气旋。气旋自始至终远离陆地，所以没有造成破坏。

### 飓风弗朗西斯
11月15日，小安的列斯群岛附近出现热带扰动，然后在总体保持北上趋势的同时缓慢发展。11月18日，系统组织成热带低气压，并且很快就达到热带风暴强度。气旋蜿蜒向东北方向移动并进一步强化，于11月20日达到飓风标准。受北侧的高气压影响，弗朗西斯中心上空的垂直风切变增多，因此开始减弱，最终于11月21日被温带气旋吸收。

## 风暴名称
以下名单列出1986年用来给北大西洋热带气旋命名的名称。由于没有名称退役，因此所有名称之后又在1992年再度启用。这份名单与1980年大西洋飓风季使用的名称基本相同，仅有“安德鲁”是新名称，取代1980年后退役的“艾伦”（Allen）。列表中没有命名的名称会以灰色显示。
| - Georges（未用） | - Hermine（未用） - Ivan（未用） - Jeanne（未用） - Karl（未用） - Lisa（未用） - Mitch（未用） - Nicole（未用） | - Otto（未用） - Paula（未用） - Richard（未用） - Shary（未用） - Tomas（未用） - Virginie（未用） - Walter（未用） |

### 退役
世界气象组织没有把1986年大西洋飓风季使用过的任何风暴名称退役。